# 閻朝隠
閻 朝隠（えん ちょういん、生没年不詳）は、唐の文人・政治家。字は友倩。本貫は趙州欒城県。

## 経歴
若くして兄の閻鏡幾や弟の閻仙舟とともに名を知られた。進士・孝悌廉譲科に相次いで及第し、陽武県尉に任じられた。李顕が皇太子となると、朝隠は太子舎人としてつき従った。ユーモアに富み、よく詭弁を弄したので、武則天に気に入られた。給事中・仗内供奉に累進し、『三教珠英』の編纂に参与した。武則天が病にかかったとき、朝隠は少室山におもむき、沐浴して身をまな板の上に乗せ、武則天に代わって我が身が病を受けるよう祈祷した。都に帰還すると、武則天の病はちょうど快癒したので、褒美を賜った。聖暦年間、麟台少監となった。張易之が失脚すると、朝隠は崖州に左遷された。景龍初年、大赦を受けて都に帰還し、著作郎となった。先天年間、秘書少監となった。事件に連座して通州別駕に左遷され、死去した。詩13首を残した。

## 伝記資料
- 『旧唐書』巻190 列伝第140中 文苑中
- 『新唐書』巻202 列伝第127 文芸中